# Daïra d'El Amria
La daïra d'El Amria est une circonscription administrative algérienne située dans la wilaya d'Aïn Témouchent et la région d'Oranie. Son chef-lieu est situé sur la commune éponyme d'El Amria.

## Communes
La daïra regroupe les cinq communes de El Amria, Bouzedjar, Ouled Boudjemaa, El Messaid et Hassi El Ghella.